# Léo Bouvier
Pour les articles homonymes, voir Bouvier.
Léo Bouvier, né le 14 février 1998 à Orbigny-au-Mont, est un coureur cycliste français. Il évolue au sein de l'équipe Bike Aid.

## Biographie
Originaire de Haute-Marne, Léo Bouvier commence le cyclisme à l'âge de huit ans dans un club de Chalindrey,. Il déménage ensuite avec sa famille dans le département des Vosges, où il prend une licence au CC Pays de Bulgnéville. Dans les catégories de jeunes, il poursuit sa progression à la Roue d'Or Noidans, puis à l'EC Baume-les-Dames. 
Pour ses débuts espoirs, il rejoint l'AC Bisontine en 2017. L'année suivante, il intègre le SCO Dijon Materiel-velo.com, club évoluant au division nationale 1. Bon sprinteur, il se distingue en 2019 en remportant les Boucles de l'Austreberthe et une étape du Tour de Moselle. Il finit par ailleurs sixième du Grand Prix de la ville de Pérenchies, ou encore quatrième du championnat de France amateurs en 2020. Dans le même temps, il rentre dans le monde du travail en devenant commercial pour la société Diffusport. Il ne délaisse pas pour autant la compétition. 
En 2021, il s'engage avec le Team Elite Restauration 89,. Au mois de juin, il prend la deuxième place des Boucles Nationales du Printemps, manche de la Coupe de France N2. Il se classe également troisième d'une étape du Tour du Kosovo, sous les couleurs de la Team France Défense. Grâce à ses performances, il est recruté par l'équipe continentale allemande Bike Aid en septembre. Principalement équipier, il réalise toutefois un bon Tour de Thaïlande sur le plan personnel en terminant onzième du classement général, après plusieurs places d'honneur. 
Lors de la saison 2022, il obtient divers accessits au sprint sur des courses par étapes inscrites au calendrier de l'UCI. Il se classe notamment sixième d'une étape du Tour de Normandie, ou huitième d'une étape de la Route d'Occitanie. Ses bons résultats lui permettent d'obtenir un statut de coureur protégé au sein de son équipe en 2023. Toujours actif sur route, il s'essaye également au cyclisme sur piste en participant au championnat d'Europe de demi-fond, avec l'équipe de France.

## Palmarès et résultats

### Palmarès par année
- 2019
  - Boucles de l'Austreberthe
  - 4e étape du Tour de Moselle
  - 3e de Dijon-Auxonne-Dijon
- 2021
  - 2e des Boucles Nationales du Printemps

### Classements mondiaux
| Année                                 | 2019  | 2020 | 2021  | 2022 | 2023  | 2024  |
| ------------------------------------- | ----- | ---- | ----- | ---- | ----- | ----- |
| Classement mondial                    | 2198e | nc   | 2068e | nc   | 2737e | 1077e |
| UCI Europe Tour                       | 1422e | nc   | 1403e | nc   | nc    | nc    |
|                                       |       |      |       |      |       |       |
| Légende : nc = non classéSource : UCI |       |      |       |      |       |       |